# Julius Rolffs
Julius Rolffs (* 20. September 1868 in Siegburg; † 6. März 1946 in Herrlingen bei Ulm) war ein deutscher Architekt.

## Leben und Wirken

### Herkunft
Rolffs war der Sohn des Fabrikanten Christian Gottlieb Ernst Rolffs (1826 oder 1828–1900) in Siegburg, Inhaber einer ebenfalls dort ansässigen Kattundruckerei. Er wuchs in einer Familie mit sieben Kindern, von denen Julius Rolffs als letztes geboren wurde, in einer neben der familieneigenen Fabrik gelegenen Villa im sogenannten Siegfeld auf.

### Werdegang
Nach dem Besuch einer höheren Schule studierte Rolffs an den Technischen Hochschulen Braunschweig und Berlin-Charlottenburg Architektur. Auf die Ablegung des ersten Staatsexamens und eine mehrjährige Beschäftigung als Regierungsbauführer folgte im November 1901, noch in Charlottenburg wohnend, das zweite Staatsexamen. Unmittelbar im Anschluss wurde er zum Königlich Preußischen Regierungsbaumeister ernannt. Kurz darauf bat er um die Entlassung aus der Allgemeinen Bauverwaltung, um sich ausschließlich als Privatarchitekt betätigen zu können.
Seine ersten Entwürfe, die evangelische Christus-Erlöser-Kirche und das zugehörige Pfarrhaus, wurden in den Jahren 1902/03 in  Frýdlant (Friedland in Böhmen) verwirklicht, wo sein Vater die Textilfabrik Rolffs & Cie. in Siegfeld und Friedland in Böhmen besaß. Beide Bauten stehen unter Denkmalschutz.
Danach zog Rolffs nach Bonn, wo er nach eigenen Plänen eine Doppelvilla am Rande der Südstadt errichtete und sich selbst in einer Haushälfte niederließ. Sein erster Auftrag war hier 1903 die Ausführung des Offizier-Casinos (Offiziers-Speise-Anstalt) für die neu zu erbauende Husarenkaserne im Norden der Stadt. Um 1907 wurde Rolffs in den Bund Deutscher Architekten (BDA) aufgenommen. Des Weiteren engagierte er sich als Kirchmeister in der evangelischen Gemeinde und wirkte an der Gründung eines gemeindeeigenen Säuglings- und Genesungsheims mit, dessen Planung er auch als Architekt übernahm.
Rolffs initiierte gemeinsam mit dem Architekten August Scheidgen in unternehmerischer Eigenregie den Bau der „Villenkolonie Gronau“ am damaligen südlichen Rand der Stadt Bonn, wo er zwischen 1906 und 1924 den Entwurf für 17 Häuser – darunter von 1906 bis 1912 für vier Doppelvillen an der Drachenfelsstraße (heute Kurt-Schumacher-Straße) – ausarbeitete. Eine der Halbvillen bezog Rolffs mit Büro und Familie selbst. Nach einer durch den Ersten Weltkrieg bedingten Pause konnte er in den 1920er-Jahren an dieser Straße unter anderem ein weiteres Projekt umsetzen, dessen Ausführung in den Händen von Rolffs zeitweiligem (April 1922–September 1923) Mitarbeiter Ernst Sagebiel lag. Nachdem Bonn 1949 Regierungssitz der Bundesrepublik Deutschland wurde, befanden sich diese Villen inmitten des neuen Parlaments- und Regierungsviertels und wurden fortan – später teilweise um moderne Anbauten ergänzt – Sitz einiger Landesvertretungen und Botschaften.:285/86 Rolffs kann als einer der bedeutendsten Protagonisten des Reformstils in Bonn gelten. Zahlreiche der von ihm entworfenen, besonders im Dachbereich oft den Jugendstil ausdrückenden Villen stehen als Baudenkmal unter Denkmalschutz.

„Rolffs verarbeitet auf sehr eigenständige Weise historische und neue Formen und schafft so sehr individuelle, qualitätvolle und malerische Bauten.“

Rolffs, der am Ersten Weltkrieg als Rittmeister teilgenommen hatte, wurde gegen Ende des Zweiten Weltkriegs mit seiner Frau nach Süddeutschland evakuiert, wo er 1946 auch starb.

### Familie
Aus Rolffs erster 1898 geschlossener Ehe mit Margarethe Riedel (* 1879) gingen zwei Töchter hervor. Nach der Scheidung heiratete er 1906 Clarissa Albrecht (* 1881), Tochter des Straßburger Ministerialrats Paul Albrecht. Ein Sohn und drei Töchter, von denen eine im Kindesalter starb, entstammten dieser Ehe. Über seine zweite Ehefrau war Julius Rolffs mit dem Architekten und Denkmalpfleger Ludwig Arntz verschwägert.

## Werk

### Bauten in Bonn
| Bauzeit   | Ortsteil                 | Adresse                                       | Bild           | Objekt                                                           | Maßnahme                                                        | Anmerkungen                                                   |
| --------- | ------------------------ | --------------------------------------------- | -------------- | ---------------------------------------------------------------- | --------------------------------------------------------------- | ------------------------------------------------------------- |
| 1903      | Gronau                   | Buschstraße 18 Lage                           | weitere Bilder | Halbvilla Julius Rolffs                                          | Neubau                                                          | Denkmalschutz                                                 |
| 1903      | Gronau                   | Buschstraße 20 Lage                           |                | Halbvilla                                                        | Neubau                                                          | Denkmalschutz                                                 |
| 1903 ff.  | Bonn-Castell             | Graurheindorfer Straße 90 Lage                | weitere Bilder | Offiziers-Speise-Anstalt für die neu zu erbauende Husarenkaserne | Neubau                                                          | heute Büro-/Wohngebäude; Denkmalschutz                        |
| 1904      | Gronau                   | Schedestraße 13 Lage                          |                | Wohnhaus                                                         | Neubau                                                          | Denkmalschutz                                                 |
| 1905/1906 | Gronau                   | Buschstraße 4 Lage                            |                | Wohnhaus                                                         | Neubau                                                          | Denkmalschutz                                                 |
| 1906–1907 | Gronau                   | Kurt-Schumacher-Straße 4/6 Lage               | weitere Bilder | Doppelvilla Lürken:285–293                                       | Neubau                                                          | später Landesvertretung Hessen; Denkmalschutz                 |
| 1907–1909 | Gronau                   | Kurt-Schumacher-Straße 18/20 Lage             | weitere Bilder | Doppelvilla Keller:294–300                                       | Neubau                                                          | später Landesvertretung Hamburg mit Anbau; Denkmalschutz      |
| 1907      | Gronau                   | Tempelstraße 10 Lage                          | weitere Bilder | Villa Finkler:158–163                                            | Umbau Wintergarten (Bauherr: Dittmar Finkler)                   | bis 2020 Teil der Universitäts-Kinderklinik; Denkmalschutz    |
| 1907      | Gronau                   | Koblenzer Straße 119a Lage                    |                | Villa Clemen:172–174                                             | Neubau (Bauherr: Paul Clemen)                                   | 1944 kriegszerstört                                           |
| 1909      | Gronau                   | Heinrich-Brüning-Straße 16–20 Lage            | weitere Bilder | Villengruppe (16/18/20)                                          | Neubau                                                          | Nr. 20 mit Anbau („Presseclub“); Denkmalschutz                |
| 1909–1910 | Gronau                   | Kurt-Schumacher-Straße 12/14 Lage             | weitere Bilder | Doppelvilla Rolffs/Banze:301–308                                 | Neubau                                                          | später Landesvertretung Saarland; Denkmalschutz               |
| 1910      | Gronau                   | Wörthstraße 5 Lage                            | weitere Bilder | Kronprinzenvilla                                                 | Neubau Wintergarten und Treppenhaus (Bauherr: Wilhelm Girardet) | 1952/53 abgebrochen                                           |
| 1911      | Südstadt                 | Poppelsdorfer Allee 63 Lage                   | weitere Bilder | Villa Frau Konsul Zuntz                                          | Neubau                                                          | Denkmalschutz                                                 |
| 1911–1912 | Gronau                   | Kurt-Schumacher-Straße 2 / Heussallee 40 Lage | weitere Bilder | Doppelvilla Freudenberg/Blume und Rolffs:309–316                 | Neubau                                                          | Denkmalschutz                                                 |
| 1912      | Gronau                   | Heussallee 18/20 Lage                         | weitere Bilder | Villa Frau Geheimrat Scheidt                                     | Neubau                                                          | später Landesvertretung Rheinland-Pfalz; Denkmalschutz        |
| 1912      | Gronau                   | Joachimstraße 7 Lage                          |                | Villa                                                            | Neubau                                                          | später Landesvertretung Berlin; Denkmalschutz                 |
| 1912      | Gronau                   | Adenauerallee 132a Lage                       |                | Wohnhaus                                                         | Neubau                                                          | Denkmalschutz                                                 |
| 1913      | Südstadt                 | Königstraße 60 Lage                           |                | Wohnhaus                                                         | Um-/Ausbau zu einer Arztpraxis                                  | Denkmalschutz                                                 |
| 1913      | Gronau                   | Wörthstraße 5 Lage                            | weitere Bilder | Kronprinzenvilla                                                 | Neubau Gewächshaus (Bauherr: Wilhelm Girardet)                  | 1952/53 abgebrochen                                           |
| 1913      | Südstadt                 | Koblenzer Straße 41 Lage                      | weitere Bilder | Villa Prym:248–252                                               | Anbau/Neubau                                                    | 1953 für Universitätsbibliothek abgebrochen                   |
| 1913      | Gronau                   | Raiffeisenstraße 5 Lage                       | weitere Bilder | Villa Ingenohl                                                   | Innenumbau                                                      | Denkmalschutz                                                 |
| 1913      | Gronau                   | Joachimstraße 3 Lage                          |                | Wohnhaus                                                         | Neubau                                                          | Doppelhaus mit Nr. 5; Denkmalschutz                           |
| 1913      | Gronau                   | Joachimstraße 5 Lage                          | weitere Bilder | Wohnhaus                                                         | Neubau                                                          | Doppelhaus mit Nr. 3 Denkmalschutz                            |
| 1913      | Kessenich                | Karl-Barth-Straße 2 Lage                      |                | Evangelisches Gemeindehaus („Wichernhaus“)                       | Neubau                                                          | bis 1955 Zentrum der evangelischen Gemeinde; 2015 abgebrochen |
| 1919      | Gronau                   | Arndtstraße 2 / Adenauerallee 106 Lage        | weitere Bilder | Wohnhaus                                                         | Umbau, Anbau                                                    | Denkmalschutz                                                 |
| 1921–1922 | Gronau                   | Friedrich-Wilhelm-Straße 14/16 Lage           | weitere Bilder | Villa Böker                                                      | Neubau                                                          | später Residenz Botschaft Österreich; Denkmalschutz           |
| 1921–1922 | Gronau                   | Kurt-Schumacher-Straße 8 Lage                 | weitere Bilder | Villa                                                            | Neubau                                                          | 1949–2000 Landesvertretung Hessen mit Anbau; Denkmalschutz    |
| 1921–1922 | Gronau                   | Kurt-Schumacher-Straße 16 Lage                | weitere Bilder | Villa Wolters                                                    | Neubau                                                          | Denkmalschutz                                                 |
| 1922      | Gronau                   | Heinrich-Brüning-Straße 14 Lage               |                | Wohngebäude                                                      | Neubau                                                          | Denkmalschutz                                                 |
| 1922–1923 | Gronau                   | Kurt-Schumacher-Straße 10 Lage                | weitere Bilder | Villa Frau Konsul Löwe                                           | Neubau                                                          | später Residenz Botschaft Ägypten; Denkmalschutz              |
| 1925      | Gronau                   | Adenauerallee 87a Lage                        | weitere Bilder | Villa Bungarten:241–244                                          | Küchenanbau                                                     | Denkmalschutz                                                 |
| 1929–1930 | Südstadt                 | Coblenzerstraße 39                            |                | Villa Prym:65–70                                                 | Umbau (Bauherr: Eugen Prym)                                     | 1953–55 für Universitätsbibliothek abgebrochen                |
| 1929 ff.  | Nordstadt                | Perthesanlage Lage                            |                | Teile der Siedlung Lievelingsweg                                 | Neubau                                                          |                                                               |
| 1929 ff.  | Gronau                   | Adenauerallee 160 Lage                        | weitere Bilder | Museum Alexander Koenig                                          | Innenausbau: Ausführung                                         | Denkmalschutz                                                 |
| 1933      | Gronau                   | (zuletzt) Kaiser-Friedrich-Straße 6 Lage      |                | Villa Thilmany/Gruhl:166–168                                     | Umbau in ein Mehrfamilienhaus                                   | 1961 abgebrochen                                              |
| 1934      | Gronau                   | Koblenzer Straße 119a Lage                    |                | Villa Clemen (s. o.):172–174                                     | Umbau in ein Mehrfamilienhaus                                   | 1944 kriegszerstört                                           |
| 1934      | Südstadt                 | Koblenzer Straße/ Schaumburg-Lippe-Straße     |                | Friedenskirche                                                   | Neubau (Bauherr: Altkatholische Gemeinde)                       | 1944 kriegszerstört                                           |
| 1933–1935 | Gronau                   | Kurt-Schumacher-Straße 2 / Heussallee 40 Lage | weitere Bilder | Doppelvilla Freudenberg/Blume und Rolffs:309–316                 | Umbau in Drei-Etagen-Wohnhäuser                                 | Denkmalschutz                                                 |
| 1935      | Gronau                   | Tempelstraße 8 Lage                           | weitere Bilder | Villa Eschbaum:168–171                                           | Innenumbau                                                      | bis 2020 Teil der Universitäts-Kinderklinik; Denkmalschutz    |
| 1935      | Beuel Ortsteil Limperich | Rhenusallee 49 Lage                           |                | Landhaus                                                         | Neubau                                                          |                                                               |
| 1936      | Poppelsdorf              | Nachtigallenweg 52 Lage                       |                | Landhaus                                                         | Neubau                                                          |                                                               |

### Bauten außerhalb Bonns
| Bauzeit   | Stadt Ortsteil                 | Adresse              | Bild           | Objekt                                | Maßnahme | Anmerkungen                                                 |
| --------- | ------------------------------ | -------------------- | -------------- | ------------------------------------- | -------- | ----------------------------------------------------------- |
| 1902/1903 | Frýdlant (Friedland in Böhmen) | Vrchlického 881 Lage | weitere Bilder | Evang. Christus-Erlöser-Kirche        | Neubau   | jetzt Hussitenkirche, unter Denkmalschutz (ÚSKP-Nr. 100017) |
| 1904      | Essen Stadtteil Kettwig        | Meistersweg 7 Lage   |                | Stallgebäude                          | Neubau   | heute Wohnhaus; Denkmalschutz                               |
| 1912      | Frýdlant                       | Vrchlického 945 Lage |                | Pfarrhaus der Christus-Erlöser-Kirche | Neubau   | unter Denkmalschutz (ÚSKP-Nr. 100018)                       |